# Matt Derbyshire
Matthew Anthony „Matt“ Derbyshire (* 14. April 1986 in Blackburn) ist ein englischer Fußballspieler, der seit 2021 beim zyprischen Erstligist Omonia Nikosia unter Vertrag steht.

## Vereinskarriere

### Blackburn Rovers
Derbyshire wechselte 2003 von dem lokalen Verein Great Harwood Town, bei dem er in 18 Einsätzen neun Tore schoss, für 20.000 £ Ablöse zu den Blackburn Rovers. Er lehnte einen Wechsel zu Manchester United ab, da er in Blackburn bessere Aussichten auf einen Platz in der ersten Mannschaft sah und schon in seiner Kindheit Fan der Rovers war. 2004 wurde er an Plymouth Argyle ausgeliehen. Dort gelang ihm jedoch in 12 Ligaspielen kein einziges Tor, sodass Mark Hughes ihn wieder nach Blackburn zurückholte. Kurze Zeit später wurde Derbyshire für drei Monate an den AFC Wrexham ausgeliehen, wo er sich mit zehn Toren in 16 Spielen einen Namen machte.
Sein erstes Tor für die Rovers gelang ihm am 1. Januar 2007 beim 3:0-Sieg gegen Wigan Athletic, kurz darauf beförderte er den Ball auch beim FA-Cup-Spiel gegen den FC Everton ins Netz. Am 13. Januar 2007 stand er gegen Arsenal London zum ersten Mal bei einem Premier-League-Spiel in der Startelf. Sein drittes Tor in vier Spielen erzielte er am 20. Januar 2007 gegen Manchester City. Er setzte seine gute Form auch in der vierten Runde des FA Cups fort, als er gegen Luton Town zwei Treffer erzielte und ein Tor vorbereitete. Er beendete die Premier League 2006/07 mit fünf Treffern in 22 Ligaspielen. Insgesamt erzielte er neun Tore bei 30 Spielen in allen Wettbewerben. In der Premier League 2007/08 kam Derbyshire (23 Spiele/3 Tore) erneut regelmäßig zum Einsatz.

### Olympiakos Piräus
Im Januar 2009 verlieh ihn Blackburn bis zum Ende der Super League 2008/09 an den griechischen Meister Olympiakos Piräus. Dort steuerte Derbyshire in sieben Meisterschaftsspielen fünf Tore zur Titelverteidigung bei. Auch im Pokal erzielte er einige wichtige Treffer für Olympiakos, darunter zwei Tore beim Sieg im Pokalfinale gegen AEK Athen. Daraufhin verpflichtete der griechische Rekordmeister den Spieler für vier Jahre und eine Ablösesumme von 3 Mio. Euro. In der Super League 2009/10 verpasste Derbyshire (19 Spiele/6 Tore) mit seinem Team den erneuten Titelgewinn als Vizemeister hinter Panathinaikos Athen. Nachdem Olympiakos Trainer Ernesto Valverde ihm zu Beginn der Saison 2010/11 mitgeteilt hatte, dass er in seinen Planungen keine Rolle mehr spielt, wechselte er am 16. August 2010 auf Leihbasis zu Birmingham City. Mit seiner neuen Mannschaft agierte er in der Premier League 2010/11. Derbyshire kam bis zum Saisonende in lediglich 13 Ligaspielen zum Einsatz und blieb ohne Torerfolg. Birmingham City sicherte sich den Titel im League Cup 2010/11 durch ein 2:1 über den FC Arsenal, stieg jedoch am Ende der Saison aus der Premier League ab.

### Nottingham Forest
Am 10. August 2011 unterschrieb Matt Derbyshire einen Dreijahresvertrag beim von Steve McClaren trainierten englischen Zweitligisten Nottingham Forest. Da er bei dem neuen Trainer Sean O’Driscoll keine Berücksichtigung fand, wechselte er am 14. September 2012 auf Leihbasis zum Drittligisten Oldham Athletic.

### Rotherham United
Nach drei Jahren in Nottingham wechselte er am 30. Mai 2014 zum Zweitligaaufsteiger Rotherham United.

## Erfolge
- Griechischer Meister: 2009
- Griechischer Pokalsieger: 2009
- Englischer Ligapokalsieger: 2011